# Våle
För andra betydelser, se Våle (olika betydelser).
Våle är en ort i Karlstads kommun. Våle ligger strax söder om Hynboholm och Grönäs, 4 km nordväst om Skåre.
SCB klassade Våle som en småort vid avgränsningen 1990, då hade den 62 invånare på 5 hektar. Efter nästa avgränsning 1995 har den inte längre räknats som småort.